# Windenergie in Suriname
Windenergie wordt in Suriname nog weinig toegepast, maar heeft goede mogelijkheden.

## Achtergrond
Het elektriciteitsnet van Suriname lijkt op dat van een eilandnatie omdat er geen verbindingen met de netten van omliggende landen zijn. Hydro-elektrische energie zorgt voor zo'n 60% van de behoefte aan elektriciteit van het land en komt grotendeels van het Brokopondostuwmeer. De rest komt van fossiele brandstoffen. Er is echter een belangrijke hernieuwbare bron nog vrijwel onbenut: de wind. Grof gezegd zijn wind en water omgekeerd gecorreleerd in Suriname. De grootste windsnelheden worden bereikt in de korte regentijd (december-januari), wanneer de intertropische convergentiezone het verst naar het zuiden gekomen is en de passaatwinden de Surinaamse kust bereiken. De minste wind is er in de lange regentijd (april-augustus), de tijd waarin juist het stuwmeer weer volloopt. In deze tijd is de convergentiezone het verst naar het noorden verschoven en dit maakt het windstil. Dit betekent dat integratie van windenergie in het netwerk de werking van het stuwmeer alleen maar zou versterken. Als er genoeg water is, is er geen wind en omgekeerd. Zonnepanelen kunnen natuurlijk ook een grotere rol gaan spelen, maar de wisselvalligheid ervan is in Suriname erg hoog omdat er vaak op een schaal van minuten verandering optreden zoals plotselinge onweersbuien en wolkenvelden. Windenergie is voorspelbaarder.

## REVUB
Om deze redenen is in de late jaren 2010 een studie ondernomen door middel van REVUB-simulatie. REVUB staat voor Renewable Electricity Variability, Upscaling and Balancing. Het is een computermodel dat het mogelijk maakt gegevens over tijdschalen van dagelijks gebruik tot jaarlijkse variaties te combineren om een goed idee te krijgen van wat een succesvolle integratie van windenergie zou behelzen. Een belangrijk beperkend punt daarbij is dat de eilandstatus van het Surinaamse net uitvoer van overschotten aan elektriciteit niet toestaat.
De resultaten van de simulatie waren positief. Het ziet ernaar uit dat de bijdrage van windenergie 20%-30% van de behoefte kan bedragen en daarmee een flink stuk van de fossiele opwekking van stroom kan vervangen. Het opgewekte vermogen zou daarbij 175-250 MW en de jaarlijkse hoeveelheid energie 300-460 GWh.